# زبان بازی

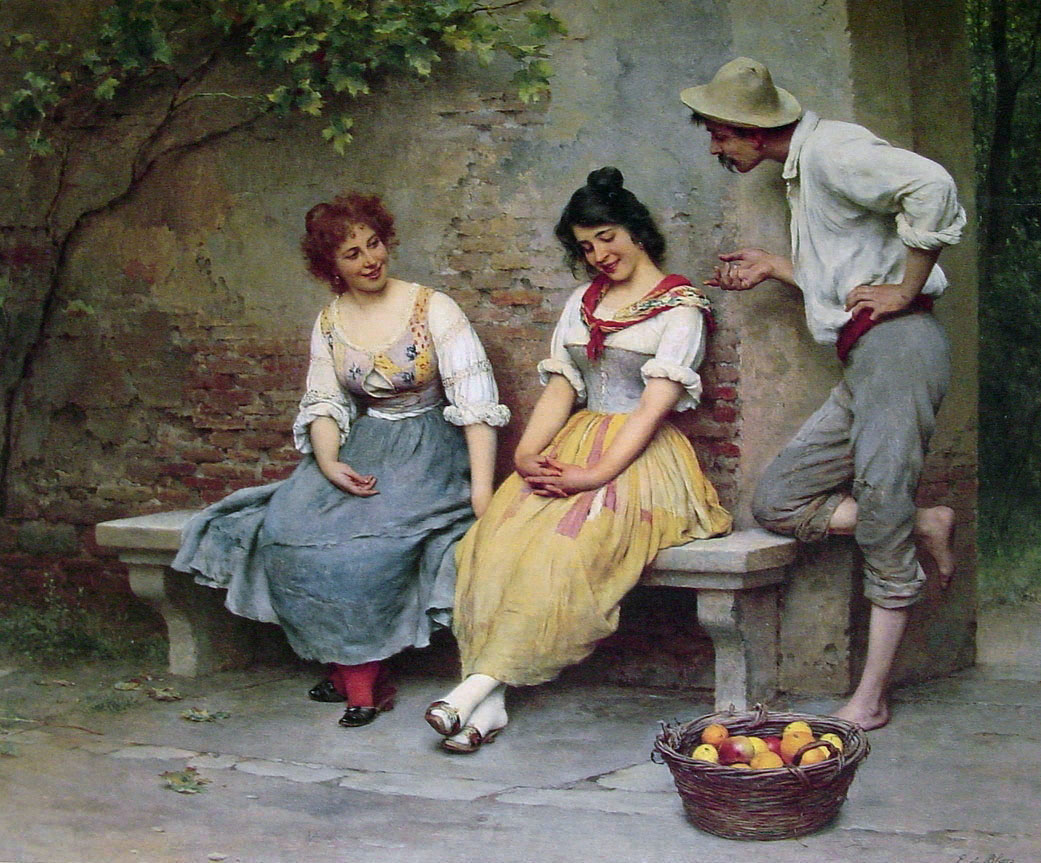
معاشقه اثر یوجین دی بلاس.

زبان بازی، پیک-آپ لاین چت-آپ لاین (به انگلیسی: Pick-up line) یک گشاینده گفت‌وگو با هدف روی‌هم ریختن با یک فرد برای دیداری عاشقانه یا قرار گذاشتن است. زبان بازی بیانگر شیوه‌ای شوخ‌طبعانه برای آشکارسازی علاقه عاطفی قلمداد می‌شود.
زبان بازی می‌تواند در برگیرنده یک گفتگوی ساده مانند معرفی و ارائه اطلاعات در مورد خود یا پرسیدن از شخص مورد نظر در مورد علایقش یا علایق مشترکشان، باشد، یا ممکن است به عنوان تلاشی جدی‌تر در غالب چاپلوسی یا شوخ‌طبعی به کار برده شود.
به تازه‌کارها توصیه می‌شود از اصطلاحات استاندارد و دمده‌شده (مخصوصاً آن‌هایی که شبیه موسیقی کانتری است) اجتناب نموده و در صورت امکان، گشاینده‌هایشان را پرسشگرانه مطرح کنند.